# Синь Цицзи
Синь Цицзи́ (кит. трад. 辛棄疾, упр. 辛弃疾, пиньинь Xīn Qìjí, 28 мая 1140, Личэн (ныне Цзинань провинции Шаньдун) — 10 марта 1207) — китайский военный деятель и поэт времён империи Южная Сун.

## Биография
Происходил из семьи военных, был воспитан в духе патриотизма и стремлении освободить северный Китай от господства чжурчжэней. О его молодости сохранилось мало сведений. Известно, что в 1160 году он возглавил отряд, который начал борьбу против чжурчжэней, действовавший сначала успешно, но спустя год разгромленный силами империи Цзинь, ввиду чего Синь Цицзи был вынужден с боями отступить на юг.
Своими действиями, однако, он заслужил уважение при дворе империи Южная Сун и в том же 1161 году перешёл к ней на государственную службу, хотя его попытки убедить императора начать поход на север страны, чтобы отвоевать его у чжурчжэней, не имели успеха. После этого он решил готовиться к войне самостоятельно, чем вызвал подозрения в заговоре при дворе и в 1180 году был назначен главой Наньчанской управы в провинции Цзянси, но уже в 1181 году ушёл в отставку. В 1192 году его на некоторое время вновь призвали на дворцовую службу, однако вскоре он снова был отправлен в отставку из-за разногласий в отношении с империей Цзинь.
В 1203 году началась война с чжурчжэнями, поэтому Синь Цицзи вновь был вызван на службу к императору. Однако самостоятельность и нежелание выслуживаться привели к конфликту с Хан Точжоу, фаворитом императора. В 1204 году он был снова отправлен в отставку. В 1207 году, во время нового противостояния Цзинь и Южной Сун, Синь Цицзи в очередной раз был вызван к императорскому двору, но не доехал до места назначения, скончавшись 10 марта того же года.

## Творчество
Свои произведения писал в жанре цы, сохранилось 620 поэм его авторства, наиболее известные: «Цзясюань Ци», «На беседке города Цзянькан», «Воспоминание о древности на беседке Байга». Тематикой его поэм являются патриотизм, критика правителей-угнетателей, воспевание красот природы; для них характерны выразительность образов и различные стили.